# Insolvenzordnung (Deutschland)
Die Insolvenzordnung (InsO) regelt in Deutschland das Insolvenzverfahren, ein spezielles Verfahren der Zwangsvollstreckung, welches dazu dient, die Gläubiger eines zahlungsunfähigen (insolventen) Schuldners gemeinschaftlich und gleichmäßig zu befriedigen (§ 1 InsO).
Die  Insolvenzordnung trat am 1. Januar 1999 in Kraft. Sie ersetzte in den alten Bundesländern die Konkursordnung vom 10. Februar 1877 (RGBl. S. 351) und die Vergleichsordnung vom 26. Februar 1935 (RGBl. I S. 321, ber. S. 356), in den neuen Bundesländern die Gesamtvollstreckungsordnung vom 6. Juni 1990 (GBl. I Nr. 32 S. 285), die nach dem Einigungsvertrag im Beitrittsgebiet als Bundesgesetz fortgalt.

## Zweck
Die Insolvenzordnung hat zwei Ziele: Zum einen sollen die Gläubiger eines Schuldners gleichmäßig befriedigt werden. Diese Befriedigung findet über die Verwertung des Vermögens des Schuldners und eine geregelte Abführung seiner Einnahmen statt. Gleichzeitig wird dem Schuldner das für seinen Lebensunterhalt notwendige Einkommen gesichert. Nach Abschluss des Insolvenzverfahrens wird der Verwertungserlös abzüglich der Verfahrenskosten, d. h. Kosten des Gerichtes, des Verwalters und sonstiger Kosten (Steuerberater, Verwertungskosten, Abwicklungskosten) an die Gläubiger ausgezahlt.
Zum anderen soll das Insolvenzverfahren dem redlichen Schuldner Gelegenheit geben, sich von seinen Verbindlichkeiten zu befreien und nach einer Phase des Wohlverhaltens (Dauer bis zu 6 Jahre ab Eröffnung des Verfahrens) ein von den Altschulden befreites Leben zu führen. Unternehmen erhalten durch verschiedene Regelungen im Rahmen der Insolvenzordnung die Möglichkeit zu einem Neuanfang.

## Rückzahlung bereits erhaltener Beträge
Die Insolvenzordnung erlaubt es unter bestimmten Umständen, im Insolvenzverfahren nicht vom Vermögen des Schuldners zum Zeitpunkt des Insolvenzantrages, sondern von dem Schuldnervermögen auszugehen, das zum Beispiel drei Monate vor dem Zeitpunkt der ersten zulässigen Antragstellung bestand. Dies wird über die Insolvenzanfechtung ermöglicht. Wird eine Rechtshandlung (zum Beispiel eine Zahlung an einen damaligen Gläubiger) erfolgreich angefochten, so kann der Insolvenzverwalter die Rechtshandlung gegenüber diesem Gläubiger rückgängig machen. Dadurch sollen alle Insolvenzgläubiger gleichgestellt und verhindert werden, dass in einem Wettrennen der Gläubiger im Rahmen der Zwangsvollstreckung nur die ersten ihr Geld bekommen und die nachfolgenden leer ausgehen. Hat ein Schuldner im Vorfeld der Insolvenz bereits Teile seines Vermögens beiseite geschafft (zum Beispiel durch Verschenken an Verwandte), um sich auf diese Weise einen versteckten Vorteil zu verschaffen, kann die Rückforderung auf einen Zeitraum bis zu zehn Jahren vor der Antragstellung reichen, sofern der Schuldner vorsätzlich (weil er von der drohenden Insolvenz wusste oder diese dadurch bewirkte) gehandelt hat.

## Verbraucherinsolvenz
Seit Inkrafttreten der Insolvenzordnung wurde es für natürliche Personen erstmals in Deutschland möglich, sich nach Durchlaufen eines geregelten Verfahrens (Verbraucherinsolvenzverfahren oder Regelinsolvenzverfahren) von Verbindlichkeiten zu befreien (so genannte Restschuldbefreiung). Bis 1998 hatte der Schuldner praktisch keine Chance dazu – ein Leben an der Pfändungsgrenze war vorprogrammiert. Nunmehr hat der Schuldner die Chance, drei Jahre (bei Insolvenzantrag nach dem 30. September 2020) nach Eröffnung des Insolvenzverfahrens von den Verbindlichkeiten befreit zu werden. Vom 1. Januar 1999 bis 16. Dezember 2019 betrug die Frist sechs Jahre. Sie wurde im Zuge der Umsetzung der EU-Richtlinie 2019/1023 (Restrukturierungsrichtlinie) auf drei Jahre reduziert. Für Insolvenzanträge vom 17. Dezember 2019 bis 30. September 2020 gilt eine Übergangsregelung.

## Eigenverwaltung
Eine Sonderform stellt die Eigenverwaltung dar. Bei ihr kann der Schuldner weiterhin über die Insolvenzmasse verfügen, wird jedoch von einem Sachwalter beaufsichtigt. Seit einer Gesetzesänderung im Jahre 2012 (ESUG) findet dieses Insolvenzverfahren häufiger Anwendung.

## Öffentlich-rechtliche Insolvenz, Staatsbankrott
Ein Insolvenzverfahren über das Vermögen der öffentlichen Hand ist nach § 12 InsO unzulässig. Im faktischen Sinne einer Zahlungsunfähigkeit oder Überschuldung ist eine Insolvenz indessen möglich, doch ist diese bisher durch den Finanzausgleich verhindert worden.
Gemeinden, Sozialversicherungsträger, Berufsständische Körperschaften, Rundfunkanstalten usw. können ebenfalls nicht Gegenstand eines Insolvenzverfahrens sein. Dies ist aufgrund von § 12 Abs. 2 InsO durch Landesrecht weitestgehend ausgeschlossen. Gegenwärtig sind juristische Personen des öffentlichen Rechts des Bundes und der Länder ebenfalls insolvenzunfähig. Krankenkassen hingegen (§ 171b SGB V) sind seit 2010 insolvenzverfahrensfähig. Praktische Fälle hat es bis Anfang 2011 noch nicht gegeben, wenngleich für einige Krankenkassen (z. B. City BKK, BKK für Heilberufe) das Insolvenzverfahren nur knapp abgewendet werden konnte.